# Cantuaria abdita
Cantuaria abdita är en spindelart som beskrevs av Forster 1968. Cantuaria abdita ingår i släktet Cantuaria och familjen Idiopidae. Inga underarter finns listade.